# Demolition Man
Demolition Man és una pel·lícula estatunidenca de ciència-ficció dirigida per Marco Brambilla i protagonitzada per Sylvester Stallone, Wesley Snipes i Sandra Bullock que fou estrenada l'any 1993. El film va recaptar 14 milions de dòlars la primera setmana de la seva estrena als Estats Units i va acabar recaptant 159 milions de dòlars a tot el món. Ha estat doblada al català.
Demolition Man és un film d'acció futurista ciberpunk (o, més concretament, postciberpunk) ambientat en un futur pròxim distòpic i hiper-tecnològic on l'humor desplaçat i les violències verbals i físiques omnipresents constitueixen una crítica de la societat occidental de finals del segle xx. Paral·lelament, també il·lustra la societat asfixiant de perfeccionisme a la qual la seva recerca constant de seguretat podria portar-lo.

## Argument
L'any 1996 a Los Angeles, Simon Phoenix (Wesley Snipes), un psicòpata acorralat per la policia, s'ha apoderat d'una trentena d'ostatges abans de refugiar-se en un cau ple d'armes i d'explosius. Mentre que els seus superiors vacil·len pel que fa als mètodes a emprar per detenir-lo, el sergent de policia John Spartan (Sylvester Stallone), anomenat Demolition Man (literalment «el demolidor») pels seus mètodes expeditius, decideix passar a l'acció però, malauradament, al final de l'enfrontament tots els ostatges resulten morts. John Spartan és acusat i condemnat injustament per homicidi per imprudència i és empresonat al "Crio-Penitenciari" de Califòrnia, on durant 70 anys és crionizat i sotmès a un programa de reeducació i rehabilitació subconscient, al final del qual hauria de ser un ciutadà que no representi més perill pels altres. Per la seva part, Phoenix és igualment condemnat a una llarga pena al Crio-Penitenciari pels crims comesos.
L'any 2032, en una societat no-violenta i lliure de crim, Simon Phoenix és descongelat prematurament i, proveït encara de les seves pulsions agressives, s'escapa de la crio-presó després d'assassinar diverses persones. La policia, no sabent ja com lluitar contra aquesta mena de criminals, decideix recórrer a un policia més experimentat en la matèria: John Spartan. Spartan surt de la seva hibernació trenta-quatre anys abans del previst i, a canvi del seu alliberament definitiu, se li encarrega detenir el seu enemic, Phoenix, amb l'ajuda dels policies Lenina Huxley (Sandra Bullock) i Alfredo Garcia (Benjamin Bratt). Al fil de la seva investigació, Spartan descobrirà un món asèptic, on dir renecs és multat i on les relacions sexuals es mantenen mitjançant equips de realitat virtual.

## Repartiment
- Sylvester Stallone: Sergent John Spartan
- Wesley Snipes: Simon Phoenix
- Sandra Bullock: Tinent Lenina Huxley
- Nigel Hawthorne: Dr. Raymond Cocteau
- Benjamin Bratt: Alfredo Garcia
- Bob Gunton: Cap George Earle
- Denis Leary: Edgar Friendly
- Rob Schneider: Erwin
- Steve Kahan: Capità Healy
- Jack Black: un rebel
- Jesse Ventura: CryoCon
- Bill Goldberg: un esbirro de Simon Phoenix (Cameo)
- Glenn Shadix: Bob
- John Enos III: un presoner
- André Gregory: Director William Smithers

## Producció

### Càsting
Les primeres tries per encarnar els dos protagonistes del film eren Steven Seagal per John Spartan i Jean-Claude Van Damme per Simon Phoenix, però els dos actors ho van rebutjar. Després que Sylvester Stallone obtingués el paper de Spartan, ell mateix va proposar a Jackie Chan per interpretar a Simon Phoenix però l'actor hongkonguès no va voler pas fer el paper d'un dolent. Wesley Snipes fou aleshores seleccionat per interpretar el paper de l'antagonista.
El nom de Lenina Huxley, el personatge interpretat per Sandra Bullock, és una referència a Lenina Crowne, un dels personatges principals de la novel·la Un món feliç d'Aldous Huxley. En un principi, el personatge havia de ser interpretat per Lori Petty però va ser reemplaçada per Sandra Bullock dos dies després del començament del rodatge degut a «diferències creatives», segons el productor Joel Silver.
Entre els figurants es troben Jack Black com a rebel (el qual era desconegut a l'època) així com els lluitadors Jesse Ventura i Bill Goldberg.

### Rodatge
El film va ser rodat a Califòrnia entre el 10 de febrer i el 30 de juliol de 1993. L'actor principal Sylvester Stallone tenia 47 anys.

### Accessoris
L'arma de Simon Phoenix és un fusell experimental alemany model Heckler & Koch G11.
General Motors va proveir 18 automòbils conceptuals (en anglès, concept car) o prototipus, inclòs el cotxe de policia Ultralite SAPD (San Angeles Police Department). Es van crear més de 20 rèpliques de l'Ultralite per representar vehicles civils i policials. Quan la gravació de la pel·lícula va concloure, les unitats d'Ultralite restants van ser enviades a Michigan i es van afegir a la flota d'automòbils conceptuals de GM.

## Música

### Banda original
La música del film va ser composta per Elliot Goldenthal, qui lliura una partitura molt influïda de modernisme. El compositor assoleix el premi a la millor banda original, atorgat per la American Society of Composers, Authors and Publishers l'any 1994.

#### Llista títols
1. "Dies Irae" – 1:51
2. "Fire Fight" – 1:35
3. "Guilty has Charged" – 1:44
4. "Action, Guns, Fun" – 1:26
5. "Machine Waltz" – 1:56
6. "Defrosting" – 1:43
7. "Confronting the Chief" – 0:32
8. "Museum Dis Duel" – 1:56
9. "Subterranean Slugfest" – 1:44
10. "Meeting Coctaeu" – 1:42
11. "Tracking Simon Phoenix" – 3:03
12. "Obligatory Car Chase" – 3:06
13. "Flawless Pearl" – 1:15
14. "Final Confrontation" – 1:56
15. "Codi 187" – 0:41
16. "Silver Screen Kiss" – 1:30

### Demolition ManEP
Demolition Man és un EP de Sting que va sortir en paral·lel al film. La cançó dels crèdits del final, Demolition Man hi és present. És un remix d'una cançó escrita per Sting i interpretada per Grace Jones als anys 1980. Les altres cançons presents sobre el maxi són les versions live de títols de Sting.

#### Llista títols
1. "Demolition Man" (Sting) – 5:27
2. "King of Pa" (Live) (Sting) – 7:21
3. "Shape of my Heart" (Live) (Sting, Dominic Miller) – 4:32
4. "Love Is Stronger Than Justice" (The Munificent Seven) (Live) (Sting) – 7:29
5. "It's Probably Me" (Live) (Eric Clapton, Michael Kamen, Sting) – 6:18
6. "A Day in the Life" (Live) (John Lennon, Paul McCartney) – 4:06

#### Crèdits
- Sting – cant, guitarra
- Dominic Miller – guitarres
- Mark Egan – guitarra baixa
- David Sancious – teclats
- Vinnie Colaiuta – bateria
- Arik Marshall – guitarres

## Picades d'ull
- Al despatx de Lenina Huxley, es pot percebre un cartell del film Arma letal 3. Aquest film havia sigut produït per Joel Silver, com Demolition Man. A més, en el moment de la detenció de Simon Phoenix, es veu un policia colèric amb John Spartan. Aquest policia no és altre que l'actor Steve Kahan qui encarnava el Capità Murphy, el cap de Martin Riggs i Roger Murtaugh, als quatre films de la saga L'Arma fatal.
- Tots els restaurants del futur són Taco Bell en la versió original del film però, en la versió distribuïda en certs països, aquests restaurants són Pizza Hut.[8] Els logos i referències van ser canviats durant el procés de postproducció i distribució, ja que Taco Bell és una marca poc coneguda en determinats mercats internacionals.
- Lenina Huxley explica a John Spartan que una nova esmena ha estat votada per permetre a Arnold Schwarzenegger esdevenir President dels Estats Units malgrat la seva nacionalitat austríaca. És també una referència a Ronald Reagan que va ser actor als anys 1950 abans d'esdevenir President dels Estats Units als anys 1980.
- El 2013, Sylvester Stallone & Wesley Snipes es tornen a trobar al film The Expendables 3.
- El nom de l'oficial Huxley és una referència a Aldous Huxley i la seva novel·la futurista Un món feliç.
- En el videojoc Tekken 5, un personatge anomenat Raven té certa semblança amb diversos personatges que han sigut interpretats per Wesley Snipes. El personatge té un pentinat similar al de Simon Phoenix a Demolition Man i una espasa similar a la de l'heroi principal del film homònim Blade. Com l'actor, en guanyar un combat Raven diu la frase: "I'll see you in hell." (Ens veurem a l'infern).

## Critica
- "Un pastitx sorollós, impersonal i autoconscient que barreja elements de ciència-ficció, aventura, acció i aventures i els serveix en una comèdia plena d'acudits privats de Hollywood"[9]
- "Demolition Man és tan polida i buida com a brutal i sense sentit. Sembla feta per un ordinador, com si no l'haguessin tocat mans humanes[10]

## Productes derivats
L'abril del 1994, Williams Electronics Games va treure el flipper Demolition Man basat en el film. Va ser creada per Dennis Nordman. El joc reprèn sons del film i les veus de Stallone i Snipes.
L'any 1995 Acclaim Entertainment i Virgin Interactive van publicar un videojoc d'acció multiplataforma anomenat Demolition Man. Les versions de 16 bits eren jocs d'acció distribuïts per Acclaim. La versió de 3DO és un joc multi-gènere que incorpora escenes en format Full Motion Video, on Sylvester Stallone i Wesley Snipes s'interpreten a si mateixos en les escenes que foren rodades expressament pel joc.

## Premis i nominacions

### Premis
- ASCAP Award 1994: Top Box Office Films per Elliot Goldenthal

### Nominacions
- Premis Saturn 1994: millor vestuari per Bob Ringwood, millor film de ciència-ficció, millors efectes visuals
- MTV Movie Awards 1994: millor dolent per Wesley Snipes
- Razzie Awards 1994: pitjor segon paper femení per Sandra Bullock